# Tarlo terzo
Tarlo terzo è il terzo album discografico del gruppo musicale italiano Bachi da pietra, pubblicato nel 2008 dalla Wallace Records.

## Tracce
1. Servo
2. Mestiere che paghi per fare
3. Tarlo della sete
4. I suoi brillanti anni ottanta
5. Lina
6. Seme nero
7. Lui verrà
8. Andata
9. FBD (Fosforo Bianco Democratico)
10. Dal nulla nel nulla
11. Per la scala del solaio

## Formazione
- Giovanni Succi – voce, chitarra
- Bruno Dorella – batteria minimale